# Tweede Slag bij Helgoland
De Tweede Slag bij Helgoland was een zeeslag op 17 november 1917 tussen Groot-Brittannië en Duitse Rijk tijdens de Eerste Wereldoorlog. De slag was minder omvangrijk dan de eerdere slag bij Helgoland in dezelfde wateren.

## Voorbereiding
Na de Slag bij Jutland voer de Duitse marine niet meer uit: ze was overgeschakeld op de onbeperkte duikbotenoorlog. Als reactie daarop hadden de Britten zeemijnen gelegd. De Duitse bevelhebber Ludwig von Reuter beval zijn mijnenvegers om de weg vrij te maken. De Britse admiraliteit wist door afgeluisterde en ontcijferde berichten van het plan.

## De slag
Op 17 november stootten de Duitse mijnenvegers op de kruisers HMS Calypso en HMS Caledon. De Duitse schepen vluchtten zuidwaarts naar de SMS Kaiser en SMS Kaiserin bij Helgoland. De kruisers HMS Courageous en HMS Glorious bevochten de lichte kruisers SMS Königsberg II, SMS Pilau, SMS Nürnberg II en SMS Frankfurt die de mijnenvegers moesten beschermen. Toen kwam admiraal Trevylyan Napier erbij met zijn slagkruisers HMS Tiger, HMS Lion, HMS Princess Royal, HMS Repulse en HMS New Zealand. De schepen voeren snel 26 knopen, er hing mist en ze legden zelf rookgordijnen. Ze moesten tussen de mijnen laveren. HMS Courageous verschoot 400 granaten van 381 mm zonder een enkele treffer. De slagkruiser HMS Repulse met kapitein William Boyle kon de lichte kruiser SMS Königsberg II raken waarbij alle drie de schoorstenen doorsloegen en een brand in de kolenbunker ontstond die pas na een half uur geblust geraakte. De Duitse mijnenveger SMS Kehdingen zonk. De Duitse schepen vluchten zuidwaarts en zochten bescherming bij de Duitse slagschepen SMS Kaiser and Kaiserin. De Duitse slagschepen konden met een 305 mm granaat de brug van HMS Calypso treffen, waarbij alle personen met inbegrip van de commandant het leven lieten.

## De uitkomst
Het resultaat van de slag was een status quo. De Duitse duikboten bleven last hebben met de zeemijnen. Daarom schakelden ze meer en meer over naar de basis in Brugge. Daar waren ze ook een dag sneller op de Noordzee. Als antwoord daarop planden de Britten de blokkades van de Oostende en Zeebrugge, beschreven als de aanval op de haven van Zeebrugge, de eerste- en de tweede aanval op de haven van Oostende.